# Rio-Gletscher
Der Rio-Gletscher ist ein rund 100 km langer, schnell fließender Gletscher an der Hobbs-Küste im westantarktischen Marie-Byrd-Land. Er fließt nordöstlich der McCuddin Mountains in nördlicher Richtung zum westlichen Ausläufer des vorgelagerten Getz-Schelfeises, den er unmittelbar südwestlich der Dean-Insel erreicht. Er gehört zu einem von neun Gletschern in diesem Gebiet, die aufgrund der globalen Erwärmung besonders rasch abschmelzen. Die weiteren acht Gletscher sind der Genf-Gletscher, der Berlin-Gletscher, der Kyoto-Gletscher, der Bali-Gletscher, der Stockholm-Gletscher, der Paris-Gletscher, der Incheon-Gletscher und der Glasgow-Gletscher.
Namensgeberin ist seit 2021 die brasilianische Stadt Rio de Janeiro, 1992 Schauplatz der Konferenz der Vereinten Nationen über Umwelt und Entwicklung.